# 御使王
御使王（みつかいおう、生年不詳 - 天平宝字4年5月7日（760年6月24日））は、奈良時代の皇族。名は三使王とも記される。知太政官事・舎人親王の子または孫。官位は従四位下・大膳大夫。

## 経歴
聖武朝末の天平勝宝元年（749年）従五位下に直叙される。
天平宝字3年（759年）6月に淳仁天皇の父である舎人親王に崇道盡敬皇帝の尊号が贈られた際、一挙に四階昇進して従四位下に叙せられている。舎人親王の孫として二世王待遇となったか。同年11月大膳大夫に任ぜられるが、翌天平宝字4年（760年）5月7日卒去。最終官位は大膳大夫従四位下。
宝亀2年（771年）子女5名が山邊真人姓を与えられて臣籍降下しており、子孫は山邊氏（山邊真人）を称した。

## 官歴
『続日本紀』による。
- 天平勝宝元年（749年） 4月14日：従五位下（直叙）
- 天平宝字3年（759年） 6月16日：従四位下。11月5日：大膳大夫
- 天平宝字4年（760年） 5月7日：卒去（大膳大夫従四位下）

## 系譜
- 父：舎人親王[1]
- 母：不詳
- 生母不詳の子女
  - 男子：山邊三直[2]
  - 男子：山邊庸取[2]
  - 男子：山邊三宅[2]
  - 女子：山邊畝火[2]
  - 女子：山邊石部[2]